# Lorenzo Aguirre
Lorenzo Victoriano Aguirre Sánchez (n. 14 noiembrie 1884, Pamplona, Navarra, Spania – d. 6 octombrie 1942, Madrid, Noua Castilie⁠(d), Spania) a fost un pictor spaniol. De asemenea, a lucrat ca realizator de postere, caricaturist și scenograf.

## Biografie
S-a născut la Pamplona, dar părinții lui s-au mutat la Alicante când avea patru ani și primele sale lecții de artă au venit la vârsta de unsprezece ani alături de Lorenzo Casanova. În 1899 a plecat la Madrid, unde a urmat cursurile Real Academia de Bellas Artes de San Fernando și a devenit profesor de desen la „Escuela Especial de Pintura, Escultura y Grabado”, o școală satelit a Academiei, în 1904. Șase ani mai târziu, a plecat la Paris, unde a lucrat în studioul de decor de la Opera din Paris. A luat și lecții private de la Alice Bailly⁠(d).
La întoarcerea acasă, prima sa expoziție personală a avut loc în 1919 la Ateneo de Madrid⁠(d). A continuat să expună frecvent și a câștigat numeroase premii, inclusiv medalia pentru locul trei la Expoziția Națională de Arte Plastice din 1922 și medalia pentru locul doi în 1926. Între timp, în 1925, a câștigat un premiu major la Expoziția Internațională de Arte Moderne Industriale și Decorative.
De-a lungul vieții, a contribuit la organizarea festivităților pentru Focurile Sfântului Ioan. A fost, de asemenea, un membru proeminent al Partidului Comunist și un republican devotat.
În 1931, după înființarea celei de-a doua republici, s-a implicat mai mult în politică. În timpul Războiului Civil Spaniol, a urmat guvernul republican; mai întâi la Valencia, apoi la Barcelona. Loialitatea sa față de guvernul legitim l-a forțat pe el și familia sa să se exileze în Franța după război. Oprindus-e o perioadă la Paris, a plecat la Le Havre cu intenția de a emigra în America.
Dar din cauza invaziei germane din 1940, el a fost forțat să fugă spre sud și a fost arestat în timp ce încerca să treacă granița. A fost dus la închisoarea Ondarreta din San Sebastián, unde au fost reținuți mulți republicani, apoi transferat la faimoasa Închisoare Porlier la Madrid. Acolo a fost executat în 1942, la vârsta de 59 de ani, acuzat că „încurajează rebeliunea”.
Retrospective majore ale operei sale au avut loc la Bilbao (1986), Pamplona și Barcelona (simultan în 1999)  și Alicante, la Muzeul de Arte Frumoase Gravina (2003). Două dintre fiicele lui au devenit și ele cunoscute; Jesusa (n. 1932) ca artistă și Francisca⁠(d) (n. 1930) drept poetă. Nepotul său este poetul Carlos Martínez Aguirre⁠(d).